# Ківіок (супутник)
Ківіок (лат. Kiviuq) — двадцять п'ятий за віддаленістю від планети природний супутник Сатурна. Відкритий Бреттом Гледменом 7 серпня 2000 року. Названий на честь гіганта Ківіока з ескімоської міфології.

## Корисні посилання
- Циркуляр МАС № 7521: Оголошення про відкриття Іджирака і Ківіока(англ.)
- Циркуляр МАС № 8177: Назви нових супутників великих і малих планет(англ.)